# Dar Opola
Dar Opola (XIV PZ-2, PZ 22: numery na żaglu w kolejności chronologicznej) – polski dwumasztowy jacht pełnomorski typu J-140, ze stalowym poszyciem i ożaglowaniem typu kecz. Budowę sfinansowali opolanie w społecznej zbiórce pieniędzy oraz szereg opolskich instytucji państwowych, co dało asumpt nazwie. 
Był jednym z sześciu wybudowanych w latach 1958-1959 jachtów typu J-140 (stuczterdziestek). Podniesienie bandery nastąpiło 7 września 1958, a matką chrzestną jachtu była Irena Strzelocka, ówczesna prezes opolskiej Spółdzielni Spożywców „Społem”.
W pierwszy rejs „Dar Opola” wyruszył do Szwecji pod kpt. j. Jerzym Petke. W 1960 jednostka pod kpt. j. Bolesławem Kowalskim odbyła pionierską 9-miesięczną wyprawę naukową na Morze Czerwone (został przetransportowany w 1959 na pokładzie M/S Jan Matejko do Adenu i tam zwodowany 21 grudnia 1959). Podczas niej zebrano okazy flory i fauny do zbiorów polskich muzeów zniszczonych podczas II wojny światowej. 
W kilka lat po rejsie jacht przekazany został odgórną decyzją Lidze Obrony Kraju. Armatorem jachtu został OSM LOK w Jastarni i Opole straciło nad nim kontrolę. Nowy gospodarz nie dbał jednak o niego należycie i już w latach 70. XX w. jacht rdzewiał na brzegu w Jastarni. Kupił go lekarz, Eugeniusz Jadczuk, wyremontował i jako s/y „Podlasie” wypłynął wraz z rodziną z Polski z zamiarem dotarcia do Australii, co się jednak nie udało. Po ciężkiej przeprawie na Biskajach sprzedał jacht w Holandii, który następnie został kupiony w latach 80. XX w. przez Duńczyka. Po gruntownym remoncie, z którego z oryginału pozostał tylko stalowy kadłub, pływa do dziś pod duńską banderą jako „Tara” (nr rej. D-1181), zawijając niejednokrotnie do polskich portów.